# Þúfa
Þúfa är en installation av den isländska konstnären Ólöf Nordal vid inloppet till hamnen i Reykjavík på Island. 
Ordet þúfa betyder grästorv på isländska men kan också betyda  litet berg eller kulle. Installationen, som påminner om en gravhög, har skapats av 4 500 ton sten och grus och klätts med grästorv. En  spiralformad stig leder till toppen och en torklada för fisk konstruerad av drivved. Från toppen har man utsikt över Reykjavík och Faxaflóibukten. Konstverket, som står på utfylld mark, är resultatet av en tävling utlyst av fiskförädlingsföretaget Brim hf, tidigare Gardi HB. Det är placerat intill företagets kylhus och invigdes den  21 december 2013.